# Ievguenia Roudneva
Pour les articles homonymes, voir Roudneva.
Ievguenia « Jena » Maksimovna Roudneva (en russe : Евгения "Женя" Максимовна Руднева), est une pilote aviatrice militaire soviétique, née à Berdiansk le 24 décembre 1920 et morte en mission le 9 avril 1944 près de Kertch en Crimée.

## Biographie
Ievguenia Maksimovna Roudneva faisait partie du 588e NBAP rattaché au Groupe d'Aviation n°122 et effectue 645 missions de guerre avant d'être abattue en Crimée en 1944. Avant la Seconde Guerre mondiale, elle était astronome et membre de la Société d'astronomie et géodésie de l'Union soviétique (ru).
L'astéroïde (1907) Rudneva a été nommé en son honneur.

## Décorations
- Héroïne de l'Union soviétique à titre posthume
- Ordre de Lénine
- Ordre du Drapeau rouge
- Ordre de l'Étoile rouge
- Ordre de la Guerre patriotique, Première Classe